# Mark Daigneault
Mark Daigneault (Leominster, Massachusetts, 12 de agosto de 1985) es un entrenador de baloncesto estadounidense que actualmente ejerce como entrenador principal de los Oklahoma City Thunder de la NBA.

## Carrera como entrenador
Daigneault comenzó su carrera como entrenador como student manager en UConn de 2003 a 2007 a las órdenes de Jim Calhoun. Después de obtener su licenciatura en educación, Daigneault inicialmente tenía la intención de obtener un máster, pero Calhoun y el entrenador en jefe asociado George Blaney lo instaron a buscar un puesto de entrenador asistente en Holy Cross tras ser altamente recomendado.
Fue entrenador asistente de los Florida Gators de 2010 a 2014 y fue entrenador en jefe de los Oklahoma City Blue de la NBA G League, que está afiliado al Oklahoma City Thunder de la NBA, de 2014 a 2019. Durante la temporada 2019-20 de la NBA, Daigneault se unió a los Thunder como asistente, volviéndose a reunir con el entrenador en jefe Billy Donovan, quien era el entrenador de los Gators en la época en la que se desempeñó como asistente. El 11 de noviembre de 2020 fue promovido a entrenador jefe de los Thunder.
Al término de la fase regular de su cuarta temporada en Oklahoma, en la que llevó al equipo al primer puesto de la Conferencia Oeste con un récord de 57-25, fue nombrado Entrenador del Año.
En su quinta temporada con los Thunder, fue nombrado entrenador del mes de diciembre de la conferencia Oeste. A finales de enero de 2025 fue nombrado entrenador de la conferencia Oeste para el All-Star Game. También fue nombrado entrenador del mes de febrero y marzo de la conferencia Oeste. El 22 de junio de 2025 se proclamó campeón de la NBA por primera vez en su carrera tras vencer a Indiana Pacers en la Final de la NBA (4-3).

## Estadísticas como entrenador
| Equipo        | Año     | P   | V   | D   | V–D% | Finalizado       | PP | VP | DP | PV–D% | Resultado                            |
| ------------- | ------- | --- | --- | --- | ---- | ---------------- | -- | -- | -- | ----- | ------------------------------------ |
| Oklahoma City | 2020-21 | 72  | 22  | 50  | .306 | 5.º en Northwest | —  | —  | —  | —     | No playoffs                          |
| Oklahoma City | 2021-22 | 82  | 24  | 58  | .293 | 5.º en Northwest | —  | —  | —  | —     | No playoffs                          |
| Oklahoma City | 2022-23 | 82  | 40  | 42  | .488 | 3.º en Northwest | —  | —  | —  | —     | No playoffs                          |
| Oklahoma City | 2023-24 | 82  | 57  | 25  | .695 | 1.º en Northwest | 10 | 6  | 4  | .600  | Pierde en Semifinales de conferencia |
| Oklahoma City | 2024-25 | 82  | 68  | 14  | .829 | 1.º en Northwest | 23 | 16 | 7  | .696  | Gana Campeonato NBA                  |
| Total         | Total   | 400 | 211 | 189 | .528 |                  | 33 | 22 | 11 | .667  |                                      |